# 窪本心介
窪本 心介（くぼもと しんすけ、1970年 - ）は、日本のクリエイティブ・ディレクター。2016年10月現在の役職は、電通の第4CRプランニング局部長CD。

## 略歴
東京都出身。早稲田大学政治経済学部を卒業後、1993年に電通に入社（同期には本間絹子・高崎卓馬・さかはらあつし・中山泰秀らがいる）。
コピーライターやプランナーを担当していた時期もあった。

## 作品

### CM
- トヨタ自動車
  - 「ヴィッツ」顔篇（2010年）[7]
- NTTドコモ
  - 「得ダネを追え!」シリーズ（2015年 - ）[8][9][10]
  - 「HAVE A NICE d!」シリーズ（2015年 - ）[10][11]
- サントリー
  - 「角ハイボール」キャンペーン
  - 「トリスハイボール」キャンペーン
- 日本生命
  - みらいのカタチ「自分問答」シリーズ